# Edith Corse Evans

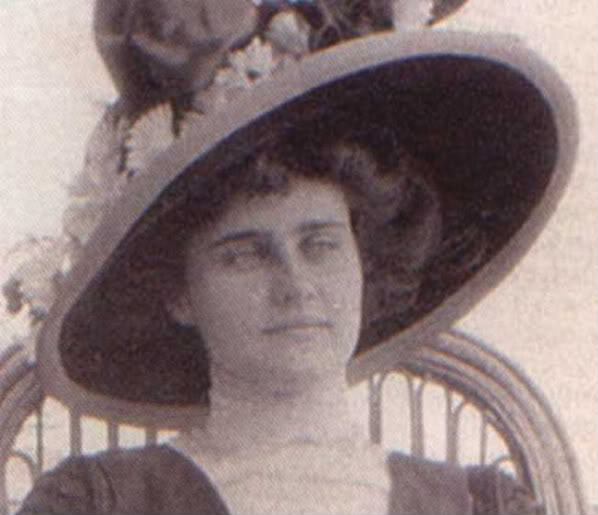
Edith Corse Evans (undatiert).

Edith Corse Evans (* 21. September 1875 in Philadelphia, Pennsylvania, USA; † 15. April 1912 im Nordatlantik) war eine US-amerikanische Angehörige der New Yorker Oberschicht, ein Mitglied der Colonial Dames of America und das, was im heutigen Sprachgebrauch als „Socialite“ bezeichnet wird. Zudem war sie eine von vier Frauen der Ersten Klasse, die beim Untergang der Titanic ums Leben kamen.

## Hintergrund
Edith Evans kam 1875 als Tochter des prominenten Anwalts Cadwalader Evans (1847–1880) und dessen Frau, der Frauenrechtlerin Angeline Burr Corse (1847–1909), zur Welt. Ihre ältere Schwester war die Malerin Lena Cadwalader Evans, verheiratete Webb (1873–1955). Die Familien beider Elternteile ließen sich mehrere Jahrhunderte zurückverfolgen. Edith Evans war wie ihre Mutter ein Mitglied der Colonial Dames of America und zeigte im Hinblick auf ihre Abstammung großes Interesse an Genealogie. Evans war unter anderem eine Nachfahrin von Andrew Hamilton.

## RMSTitanic
Am Abend des 10. April 1912 ging Evans im französischen Cherbourg als Passagierin Erster Klasse an Bord des neuen britischen Transatlantikliners Titanic, der eine Woche später in New York einlaufen sollte. Sie hatte in Paris Verwandte besucht. An Bord des Schiffs machte sie die Bekanntschaft der drei Schwestern Malvina Cornell, Charlotte Appleton und Caroline Brown, in deren Gesellschaft sie sich während der Reise oft befand. Die drei Frauen kehrten von der Beerdigung einer vierten Schwester, Elizabeth Lamson Drummond, an Bord der Titanic in die USA zurück. Evans belegte die Erste-Klasse-Kabine A-29. Während der Fahrt machte sie zudem die Bekanntschaft von Major Archibald Gracie, der sich den ohne männliche Begleitung reisenden Damen als eine Art Schutz anbot.
In der Nacht des Untergangs verloren sich die vier Frauen aus den Augen. Charlotte Appleton und Malvina Cornell verließen das sinkende Schiff in Rettungsboot Nr. 2, das gegen 01.45 Uhr unter dem Kommando des Vierten Offiziers Joseph Boxhall mit ca. 24 Menschen an Bord (Tragkraft 40 Personen) zu Wasser gelassen wurde.

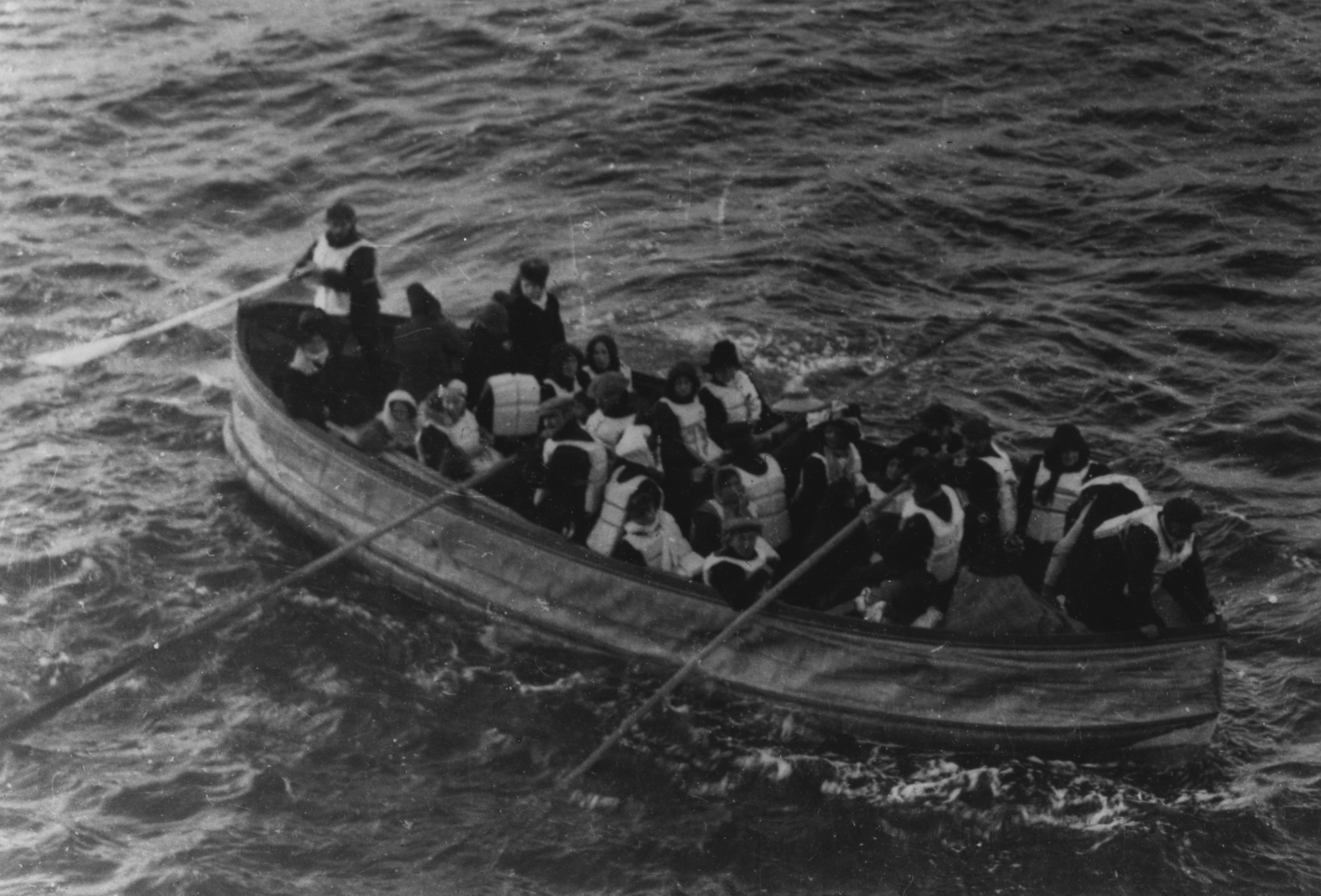
Collapsible D, das letzte Rettungsboot, das die Titanic verließ (Foto von James W. Barker, Besatzungsmitglied der Carpathia).

Caroline Brown und Edith Evans fanden sich kurz vor dem Untergang an der Backbordseite am Rettungsboot D ein, einem der vier aufklappbaren Faltboote der Marke „Engelhardt Collapsible“, wo der Zweite Offizier Charles Lightoller dabei war, Frauen und Kinder aus der umstehenden Menge herauszulösen und in das Boot zu setzen. Zu diesem späten Zeitpunkt hatte sich bereits spürbare Panik breitgemacht. Archibald Gracie brachte die beiden Frauen so weit an das Boot heran, wie er konnte. Vor dem Einsteigen wandte sich Evans an Brown mit den Worten „Du gehst zuerst, du hast Kinder, die zu Hause auf dich warten“. Caroline Brown stieg in das bereits volle Boot, während Evans zögerte und zurückblieb. D war das letzte Boot, das ordnungsgemäß zu Wasser gelassen werden konnte. 15 Minuten später ging die Titanic unter.
Edith Corse Evans kam beim Untergang der Titanic ums Leben. Sie war eine von vier Frauen der Ersten Klasse, die bei dem Unglück umkamen (von insgesamt 143 Frauen in der Ersten Klasse). Ihr Leichnam, falls gefunden, wurde nie identifiziert. Ihr Trauergottesdienst fand am 22. April 1912 in der Grace Church in New York statt.